# San Isidro (Nicaragua)
San Isidro es un municipio del departamento de Matagalpa en la República de Nicaragua. La creación de este municipio fue por decreto del entonces Presidente Conservador Tomas Martínez el 1 de abril de 1862.
Esta municipalidad está liderada actualmente por un alcalde Municipal quien es el Doctor. Eliazar Faustino Gurdian Benavides, su Vicealcaldesa la Licenciada. Marginie de Jesús Orozco Rugama y concejales de los diferentes partidos políticos elegidos en elección popular. 
San Isidro, es un municipio de grandes profesionales, destacándose poetas, escritores  y compositores musicales, entre ellos:  Lic. Elioconda Cardoza, Profesor. Gustavo Valdivia (QEPD), Lic. Heriberto Cardoza (QEPD), Profe. Marlon Dávila, Lic. Gerardo Jirón, Lic. Noel Salmerón, entre otros. 
El deporte rey de este municipio es el baseboll, aunque actualmente la juventud práctica el baloncesto y el fútbol con mucho amor y pasión llegando a participar en torneos a nivel nacional con el nombre de “Indígenas de San Isidro”.
San Isidro es un pueblo muy católico, de buena fe y muy devoto de su santo patrono San Isidro Labrador tal cual el nombre del municipio en honor a su patrono, por años el guía espiritual de este municipio ha sido Monseñor. Fray. Edgar Sacasa quien a lo largo de su misión espiritual en este municipio, ha contribuido en bien de feligresía y aportando en equipos deportivos al igual como lo hacía en su época el Padre. Manuel Soria precursor del baseboll en San Isidro y fundador del equipo “El Coro”. El actual templo parroquial de San Isidro, construida bajo el liderazgo del Sacerdote italiano Santiago Pezzoni  a quien la comunidad católica de San Isidro agradece su misión y contribución por el bienestar de esta parroquia. 

## Geografía
El término municipal limita al norte con el municipio de La Trinidad, al sur con el municipio de Ciudad Darío, al este con el municipio de Sébaco y al oeste con los municipios de El Jicaral, Santa Rosa del Peñón y San Nicolás. La cabecera municipal está ubicada a 117 kilómetros de la capital de Managua.
La topografía del municipio ocupa todo el territorio municipal al extremo noroeste del valle de Sébaco, con planicie totalmente definida y con ondulaciones en su extremo suroeste al aproximarse a las alturas de las montañas de Tatascame. Esta característica hace que el municipio carezca de fenómenos orográficos e hidrográficos notables.

## Historia
Antes llamado comúnmente como San Garrobo, gracias a sus hermanos triniteños. Debido a un fuerte aumento de la población en la zona, el municipio fue fundado en 1862 como un pueblo llamado San Isidro del Guayabal. El actual municipio tuvo como embrión primitivo el Valle del Guayabal, nombre asociado a la presencia predominante de esa especie frutal guayaba. San Isidro antes de pertenecer al departamento de Matagalpa, formó parte de la jurisdicción de Jinotega, según lo reflejan algunos documentos legales. Además se consideraba sagrado el comer guapinol debido a que escaseaba en aquella época.

## Demografía
San Isidro tiene una población actual de 20,279 habitantes. De la población total, el 48.6% son hombres y el 51.4% son mujeres. Casi el 46.4% de la población vive en la zona urbana.

## Naturaleza y clima
El municipio tiene un clima tropical de sabana, la precipitación en los últimos años ha sido de 717 mm (1990), 256 mm (1991), 606 mm (1992) y 1143 mm (1993), muy irregular. El período canicular se manifiesta en el período del 15 de julio al 15 de agosto, la temperatura máxima es de 31 °C siendo la mínima de 20 °C, registrándose un promedio anual de 26 °C.
Bosques matorralazos son propios de los llanos y lugares secos donde la precipitación pluvial es inferior a 1200 milímetros, la vegetación está adaptada
a resistir estaciones secas.

## Economía
La principal actividad económica es la agricultura, la población del municipio se dedica fundamentalmente a la producción de arroz, con el 70.5% del total de área sembrada, su comercialización es a nivel nacional e internacional.